# أوكسي رباعي فلوريد تنغستن سداسي
 أوكسي رباعي فلوريد تنغستن سداسي مركب كيميائي له الصيغة WOF4 ، ويكون على شكل بلورات بيضاء .